# Air Tahiti Nui

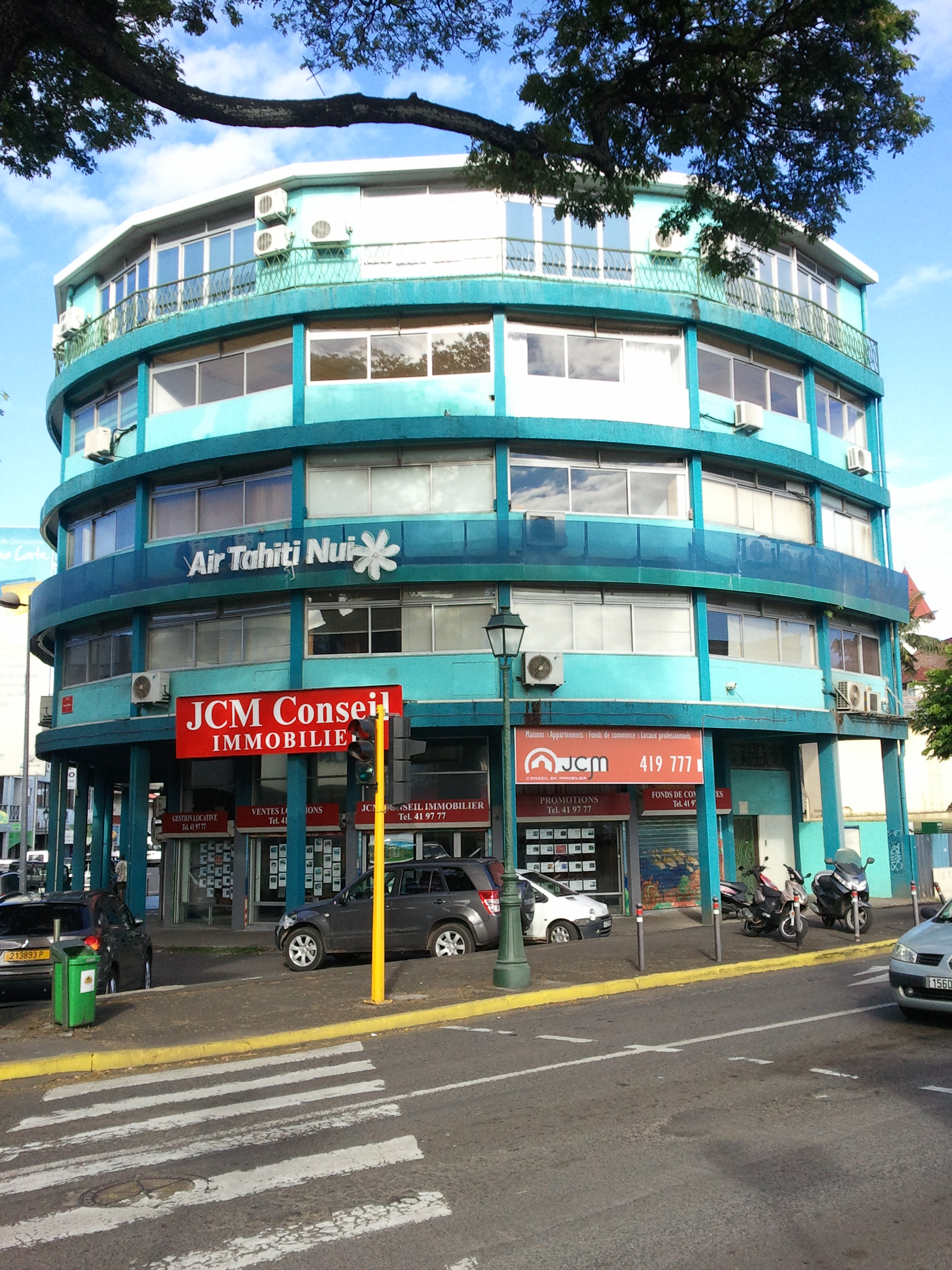
Штаб-квартира авиакомпании

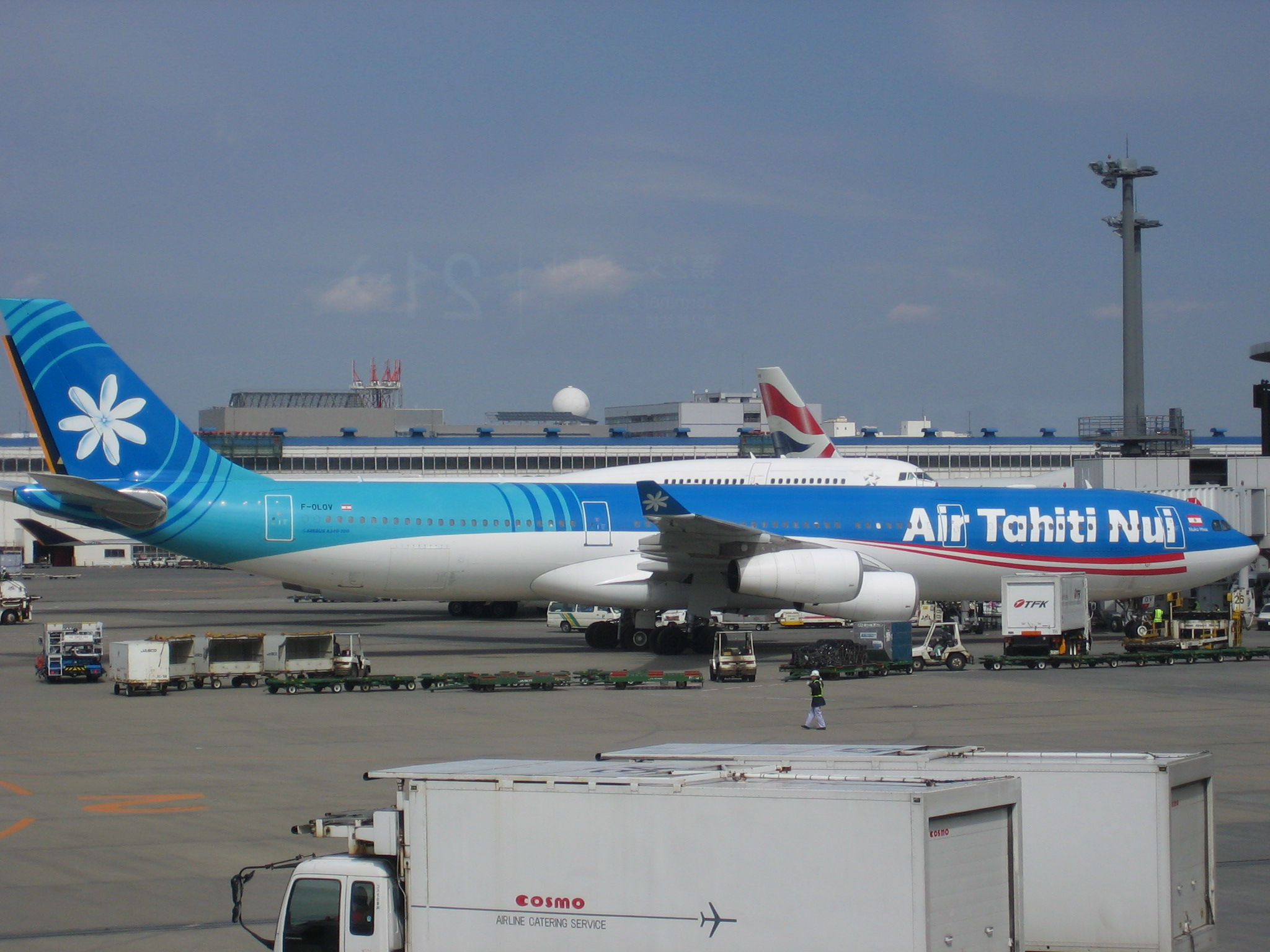
Airbus A340-300 авиакомпании Air Tahiti Nui в международном аэропорту Нарита (Токио)

Air Tahiti Nui — флагманская авиакомпания Французской Полинезии со штаб-квартирой в городе Папеэте (Таити), работающая на рынке международных авиаперевозок.
Портом приписки авиакомпании и её главным транзитным узлом (хабом) является международный аэропорт Фааа.

## История
Air Tahiti Nui была основана 31 октября 1996 года и начала операционную деятельность 20 декабря 1998 года, став первой коммерческой авиакомпанией Таити, обслуживающей международные маршруты. Основным владельцем компании является правительство Таити (61,7 %), совладельцами — местные инвесторы.
В 2013 году в штате авиакомпании работали 782 сотрудника.

## Маршрутная сеть
В апреле 2012 года маршрутная сеть регулярных перевозок авиакомпании Air Tahiti Nui включала в себя следующие пункты назначения:
| [Хаб] | Хаб                   |
| †     | Прекращённые маршруты |

### Партнёрские соглашения
Air Tahiti Nui имеет код-шеринговые соглашения со следующими авиакомпаниями:
| - Air France — в Париж - Air New Zealand — в Окленд - American Airlines — в Лос-Анджелес - Delta Air Lines — в Лос-Анджелес и Токио | - Japan Airlines в Токио - Qantas — на рейсах из Окленда в Брисбен, Мельбурн и Сидней - Vietnam Airlines — на маршруте Токио-Хошимин |

## Флот

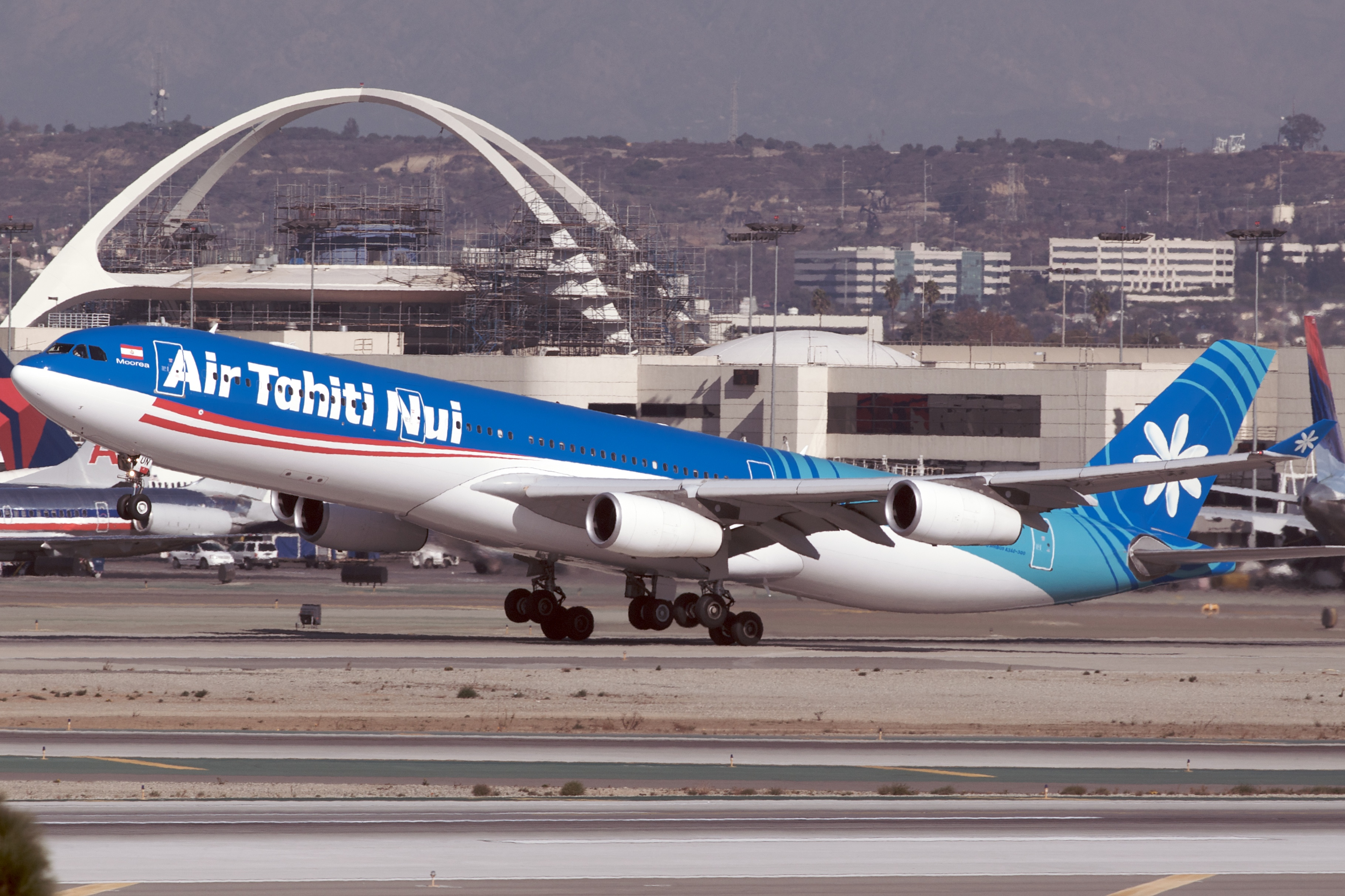
Airbus A340-300 авиакомпании Air Tahiti Nui на взлёте из международного аэропорт Лос-Анджелес, 2009 год

В июле 2019 года воздушный флот авиакомпании Air Tahiti Nui составляли следующие самолёты:

## Воздушный флот авиакомпанииAir Tahiti Nui, находящийся на хранении
| Тип самолёта    | Количество бортов |
| --------------- | ----------------- |
| Airbus A340-300 | 3                 |